# Санта-Мария-делле-Грацие-а-Казаль-Бокконе (титулярная церковь)
Титулярная церковь Санта-Мария-делле-Грацие-а-Казаль-Бокконе (лат. Titulus Titulus Sanctæ Mariæ Gratiarum) — титулярная церковь была создана Папой Франциском 7 декабря 2024 года. Титул принадлежит церкви Санта-Мария-делле-Грацие-а-Казаль-Бокконе, расположенной в зоне Рима Казаль-Бокконе, на виа делла Буфалотта, которая является приходской с 1 октября 1985 года.

## Список кардиналов-священников титулярной церкви Санта-Мария-делле-Грацие-а-Казаль-Бокконе
- Карлос Густаво Кастильо Маттасоглио — (7 декабря 2024 — по настоящее время).